# 12 (American Song Book)
12 (American Song Book) è un album della cantante italiana Mina, pubblicato il 4 dicembre 2012 dall'etichetta discografica PDU.

## Descrizione
Nell'album, Mina interpreta dodici standard della canzone statunitense, spaziando dallo swing (Just a Gigolo; Banana Split for My Baby) al musical (September Song di Kurt Weill, tratta da Knickerbocker Holiday; I've Got You Under My Skin di Cole Porter, tratta da Nata per danzare), e omaggiando interpreti come Judy Garland (Have Yourself a Merry Little Christmas, Over the Rainbow), James Taylor (Fire and Rain) ed Elvis Presley (Love Me Tender, già incisa da Mina nel 1991 per l'album Caterpillar).
Al disco – il cui progetto è stato coordinato da Massimiliano Pani – hanno suonato (live in studio) alcuni dei collaboratori più stretti dell'artista: Danilo Rea (pianoforte), Alfredo Golino (batteria), Massimo Moriconi (contrabbasso) e Gianni Ferrio (arrangiamento archi). Con la prima tiratura, l'album è stato pubblicato con 12 copertine differenti, una per canzone.

## Promozione
L'album è stato anticipato dal singolo "Over the Rainbow" pubblicato il 23 novembre 2012. Il secondo singolo "Have Yourself a Merry Little Christmas" è stato pubblicato il 19 dicembre, in occasione delle festività natalizie.

## Tracce

Cover dedicata a Over the Rainbow

Cover dedicata a Everything Happens to Me

1. September Song – 2:48 (Kurt Weill, Maxwell Anderson)
2. Banana Split for My Baby – 3:18 (Louis Prima, Stan Irwin)
3. Everything Happens to Me – 3:15 (Matt Dennis, Tom Adair)
4. Fire and Rain – 4:45 (James Taylor)
5. Have Yourself a Merry Little Christmas – 4:00 (Ralph Blane, Hugh Martin)
6. I'll Be Seeing You – 5:48 (Sammy Fain, Irvin Kahal)
7. I'm Glad There Is You – 4:25 (Jimmy Dorsey, Paul Madeira)
8. I've Got You Under My Skin – 2:48 (Cole Porter)
9. Just a Gigolo – 3:28 (Leonello Casucci, Irving Caesar)
10. Love Me Tender – 4:36 (Elvis Presley, Vera Matson)
11. Over the Rainbow – 6:00 (Harold Arlen, Edward "Yip" Harburg)
12. Anytime Anywhere – 3:57 (Mary Imogene Carpenter, Lenny Adelson)

## Versioni tracce
- Everything Happens to Me

versione del '64 vedi Mina
versione del '93 vedi Lochness
- Love Me Tender

versione del '91 vedi Caterpillar

## Formazione
- Mina – voce
- Alfredo Golino – batteria
- Luca Meneghello – chitarra
- Danilo Rea – pianoforte, Fender Rhodes
- Massimo Moriconi – contrabbasso

## Classifiche

### Posizioni massime
| Classifica (2012-13) | Posizione massima |
| -------------------- | ----------------- |
| Grecia               | 43                |
| Italia               | 6                 |

### Classifiche di fine anno
| Classifica (2012) | Posizione |
| ----------------- | --------- |
| Italia            | 48        |